# Supreme sound recreation
supreme sound recreation（シュープリーム・サウンド・リクリエーション）は、兵庫県神戸市出身の男性6人組バンド。2002年結成。所属レーベルはSME Records。略称は「シュプ」。2008年に活動休止。

## 概要
バンド名の由来は「最高の(supreme)」「音遊び(sound recreation)」。2002年、神戸市内の大学のサークルで結成。2004年11月、2005年6月にメンバーが1人ずつ加入し、現在のスタイルとなる。ヒップホップ、ロック、ジャズ、ソウル、ラテンなど、様々なジャンルを混ぜ合わせたサウンドが特徴。2006年10月にリリースしたミニ・アルバムが、関西の外資系CDショップのインディーズウィークリーチャート初登場2位を記録。2007年3月には、地元神戸で初のワンマンライブ「音の遊viva」を開催。さらに関西を中心に、自主企画イベント「音の穴場」を定期的に開催している。メジャーデビュー前に関わらず、2006年10月には「MINAMI WHEEL 2006」に出演、さらに2007年7月には「スペースシャワー列伝」に出演した。2007年にSME Recordsよりメジャーデビュー。

## メンバー
- littlebee（リトルビー）
  - 1981年5月8日（43歳）生まれ
  - 兵庫県加西市出身
  - ボーカル担当
  - 現サーカスフォーカスのボーカル
- MC 不知火（エムシー・しらぬい）
  - 1982年1月30日（43歳）生まれ
  - MC担当
- NAGA（ナガ）
  - 1981年8月4日（43歳）生まれ
  - ギター担当
- ke-ske（ケースケ）
  - 1982年11月21日（42歳）生まれ
  - ベース担当
- 岩渕達紀（いわぶち たつき）
  - 1982年5月18日（42歳）生まれ
  - ドラム・パーカッション担当
- 中林賢輔（なかばやし けんすけ）
  - 1981年7月5日（43歳）生まれ
  - トラックメイカー担当

### 元メンバー
- 小林藍（こばやし らん）
  - 1983年1月30日（42歳）生まれ
  - キーボード、コーラス担当

## ディスコグラフィー

### シングル
1. J.O.K.E.R （2008年2月6日）
2. タビウタ meets YOSHIKA （2008年5月8日）

### アルバム
1. supreme sound recreation（2006年10月13日）サンバフリー
  1. Re:start
  2. ラフェスタ
  3. Sound Recreation 1
  4. note
  5. Route Freedom
  6. Sound Recreation 2
  7. 足跡
  8. Sound Recreation 3
  9. 金土シンドローム
  10. Sound Recreation 4
2. Spiral EP（2007年5月16日）ファイルレコード
  1. Spiral
  2. 木もれ日
  3. ビリジアン
  4. Sound Recreation 5
  5. Spiral-DJ Mitsu the Beats remix-
3. シュプリメント（2007年7月18日）
  1. Intro(Sound Recreation 6)
  2. Stand Up
  3. Liberty
  4. note
  5. Sound Recreation 7
  6. Blend My Paint
  7. Dive to Blue
  8. Spiral
  9. Sound Recreation 8
  10. グラデーション
  11. 裏裏
  12. Re:start
  13. Sound Recreation 9
  14. Dangerous Anthology
  15. Sound Recreation 10
  16. 夜風